# یتکین دیکینجیلر
یتکین دیکینجیلر (به ترکی استانبولی: Yetkin Dikinciler)؛ زادهٔ ۱۵ اوت ۱۹۶۹) هنرپیشه اهل کشور ترکیه است. وی زاده شهر استانبول است. این هنرمند فارغ‌التحصیل تئاتر از دانشگاه هنرهای زیبای معمار سنان است. یتکین دیکینجیلر به خاطر بازی در نقش ناظم حکمت در فیلم «Mavi Gözlü Dev» از «نوزدهمین جشنواره فیلم آنکارا» برنده جایزه بهترین بازیگر مرد شد. از فیلم‌هایی که وی در آن نقش داشته است می‌توان به پدرم و پسرم اشاره کرد.